# Globimetula mweroensis
Globimetula mweroensis là một loài thực vật có hoa trong họ Loranthaceae. Loài này được (Baker) Danser mô tả khoa học đầu tiên năm 1933.